# Brigida Lorenzani
Brigida Lorenzani (1804, Brescello, Emília-Romanya – 9 de març, 1881, Lucca (Toscana), va ser una contralt operística italiana. També era coneguda com a Brigida Lorenzani Nerici.

## Carrera
Lorenzani va començar a cantar professionalment el 1820 i aviat va començar a aparèixer a la històrica òpera La Scala de Milà. Va actuar com a Zomira a Ricciardo e Zoraide el 1822.
El compositor alemany Giacomo Meyerbeer va crear el paper de Felicia a Il crociato in Egitto per a Lorenzani, que va protagonitzar l'estrena a La Fenice el 1824. Més tard aquell any, va interpretar a Mirteo a l'estrena de Nitocri de Saverio Mercadante al Teatro Regio de Torí.
Lorenzani es va relacionar amb les obres de Saverio Mercadante i Giovanni Pacini, entre d'altres. Va formar part del repartiment d'estrena en òperes com Caritea, regina di Spagna (1826), Elvida (1826), Gli arabi nelle Gallie (1827) i Il Montanaro (1827).
Brigida Lorenzani estava casada amb Frediano Nerici, un cirurgià de Lucca. Quan Nerici va emmalaltir, Lorenzani es va retirar dels escenaris per tenir cura del seu marit i la seva família.